# Grigore Triandafil
Grigore Triandafil (n. 4 februarie 1840, București – d. 23 februarie 1907, București), cunoscut și ca Georges Trandafil, a fost un magistrat, doctor în drept, avocat, politician și ministru român.

## Biografie
Grigore Triandafil și-a făcut studiile de drept la Paris și a intrat in magistratură, ocupând pe rând funcțiile de procuror de tribunal, membru, președinte și prim-președinte la Tribunalul Ilfov. A fost apoi procuror la Curtea de Apel, procuror general și prim-președinte de Curte. De asemenea, Triandafil a fost un avocat renumit, iar din această calitate, alături de Alexandru Marghiloman, s-a ocupat de procesele moștenitorilor maiorului de origine sârbă Mișa Anastasievici (Miša A. Anastasijević), arendaș al ocnelor de sare din Țara Românească.
Între 14 ianuarie și 14 decembrie 1866, Triandafil a ocupat funcția de director al Ministerului de Justiție, iar la 16 noiembrie 1890 a fost instalat ministru al Justiției în guvernul George Manu, poziție pe care a ocupat-o până la 15 februarie 1891.
Grigore Triandafil a fost și un redutabil politician, membru „devotat și statornic” al Partidului Conservator. Presa vremii l-a descris ca pe cineva care „n’a fost întotdeauna printre cei dintîi în partidul conservator”, dar care „s’a distins prin tactul său de om fin, delicat și priceput a rezolva situațiile cele mai delicate”. Conform ziarelor, Triandafil era „un om blînd și împăciuitor”, iar temperamentul său moderat, format în lunga carieră de magistrat, îl ajuta să rămână „calm și cu judecata limpede” atunci când „toți își pierdeau capul”.
A fost de două ori vicepreședinte al Adunării Deputaților, cum se numea la acea vreme Camera Deputaților din România, prima dată între 1898 și 1900, a doua oară între 1904 și 1905, însă Grigore Triandafil „a strălucit în special ca președinte al Camerei”. El a fost ales președinte al Adunării Deputaților la 24 februarie 1905, iar apoi reales la 15 noiembrie 1906, și a deținut funcția până la moartea sa, în februarie 1907. În acest post a fost „un președinte admirabil”, conducând ședințele în mod echilibrat și obiectiv, și fiind „un riguros păzitor și aplicator al regulamentului”. Presa conservatoare nota că „oratorii liberali [...] își pot aminti de câte ori și în ce mod delicat, dar totuși impunător, defunctul președinte i-a determinat să-și modereze limbagiul”. Sub președinția lui Triandafil, ședințele Camerei erau conduse „spre mulțumirea tuturor”, iar numele său „n-a fost tărît în polemicele politicei” perioadei.
La nivelul Partidului Conservator, politicianul era văzut ca un element unificator și împăciuitor, care „urmărea restabilirea armoniei și a solidarităței între frații conservatori”. În decembrie 1906, folosindu-și aceste calități, el a încercat să realizeze o largă concentrare a forțelor conservatoare, în special a celor conduse de Gheorghe Grigore Cantacuzino și a grupării junimiste conduse de Petre P. Carp, dar tentativa sa s-a soldat cu un eșec.
În perioada iunie 1892 - februarie 1893 a fost primar al Bucureștiului, calitate în care a fost unul din cei care au oficiat la căsătoria prințului Ferdinand și principesei Maria.
Grigore Triandafil a fost cunoscut și apreciat în cercurile financiare din Regat, dar și în cele de la Berlin.  A fost prieten bun cu bancherul Jacques M. Elias și a deținut vreme îndelungată posturi de președinte sau de membru în diverse consilii de administrație ale unor bănci și societăți de asigurare, spre exemplu președinția Creditului Funciar Urban. Soția sa, Eliza Triandafil, a fost președinta societății caritabile „Pâinea zilnică”, prin intermediul căreia se împărțea pâine în cartierele sărace.
În februarie 1907, Triandafil a participat la înmormântarea fruntașului conservator Iacob Lahovari, unde s-au ținut discursuri lungi, și s-a simțit bolnav la scurtă vreme după aceea, fiind diagnosticat cu dublă pneumonie. Pe 22 februarie, medicii care l-au tratat timp de mai multe zile au constatat o ameliorare a sănătății, însă politicianul, care avea atunci 67 de ani, s-a stins din viață în dimineața zilei următoare, „la orele 8 a.m” (8 și 15 minute, după altă sursă). 
În ședința Adunării Deputaților din 23 februarie, Triandafil a fost omagiat de numeroși politicieni. Printre cei care au luat cuvântul s-au aflat prim-ministrul Take Ionescu, vicepreședintele Camerei, Dimitrie Nenițescu, liderul majorității Camerei, Mihail Cantacuzino, Barbu Păltineanu și Ionel Brătianu. În unanimitate, deputații au aprobat propunerea lui Barbu Păltineanu de a fi amplasat un bust al defunctului în incinta Camerei.
Serviciul religios s-a săvârșit pe 25 februarie, la Biserica Albă de pe Calea Victoriei, de unde cortegiul funerar cu trupul lui Grigore Triandafil a pornit spre cimitirul Bellu. Conform dorinței exprese a defunctului, exprimată înainte de moarte, la înmormântare nu s-au ținut discursuri, „pentru a nu expune și pe alții la neplăceri și nenorociri”.

## Onoruri
De-a lungul vieții și activității sale, lui Grigore Triandafil i-au fost decernate numeroase medalii și ordine românești și străine, printre care Marea Cruce a Ordinului „Coroana României” și Ordinul „Carol I” în grad de ofițer.

## Legături externe
- Materiale media legate de Monitorul Primăriei București 1892 la Wikimedia Commons
- Materiale media legate de Monitorul Primăriei București 1893 la Wikimedia Commons